# 強烈熱帶風暴利奇馬 (2007年)
強烈熱帶風暴利奇馬 （菲律賓大氣地理天文部門：Hanna，國際編號：0714，聯合颱風警報中心：16W）是2007年太平洋颱風季的一個熱帶氣旋。
「利奇馬」是由越南所提供的名字，是一種樹的名稱。

## 路徑
利奇馬於9月29日在馬尼拉東北偏北約220公里的呂宋島上發展成為一個熱帶低氣壓，並向西移動。利奇馬於當日傍晚進入南海，翌日轉向西南偏西移動及增強為熱帶風暴，並於10月1日增強為強烈熱帶風暴，採取西北或西北偏西路徑趨向海南島。
10月2日晚，利奇馬掠過海南島，並進入北部灣。翌日傍晚，利奇馬增強為颱風，並於該晚登陸越南海岸，並逐漸減弱。10月4日清晨，利奇馬減弱為強烈熱帶風暴，並在數小時後減弱為熱帶風暴。當天徬晚，利奇馬減弱為熱帶低氣壓，並於晚間減弱為低壓區。

## 影響

### 菲律賓
強烈熱帶風暴利奇馬以熱帶低氣壓強度吹襲菲律賓，引發水浸和山泥傾瀉，造成5人死亡、4人失蹤。在一個山區村落，山泥傾瀉沖毀2間房屋，5人死亡，另有4人失蹤，而1名9歲男童受傷。

### 中国大陆

#### 海南島
利奇馬10月2日逐漸逼近海南省三亞市，海南省轉移群眾10萬多人，海南省瓊州海峽全線停航。海南島直接經濟損失達5億4百萬元人民幣，225,000人需要從低窪地帶撤離。

### 越南
強烈熱帶風暴利奇馬在越南引致水浸及山泥傾瀉，造成至少67人喪生，超過7萬所房屋被浸或倒塌。最少2人死亡，40萬人要疏散。利奇馬在廣平省及河靜省交界登陸，登陸時中心附近風力達到時速111公里（香港天文台和中央氣象台認為其登陸時中心附近風力達到時速120公里），很多樹木被吹斷，屋頂被吹走。颱風利奇馬也帶來暴雨，造成廣泛地區水浸。當局由星期三起，已經將40萬人疏散到內陸暫避，部分學校停課。

### 香港
當地發出信號：強烈季候風信號 
10月2日，當時強度達強烈熱帶風暴級別的利奇馬在香港西南面600多公里的南海掠過。受利奇馬和當時影響華南的東北季風之共同影響，香港多處地區由1日晚上至3日日間錄得持續的強風，離岸及高地間中吹烈風。，初時利奇馬的雨帶在移近華南沿岸時在接近香港時消散，顯示香港受較為乾燥的季候風支配，天文台發出強烈季候風信號。
但隨着利奇馬繼續接近，香港多處地區在翌日開始持續吹強風，不少地區的風向亦轉為東南偏東，離岸及高地吹烈風 （長洲及橫瀾島的最高10分鐘持續風速分別為每小時64公里及83公里，而青洲及昂坪的陣風更達颶風程度），海面有大浪，海洋公園更因風勢猛烈而暫停登山纜車服務。此外，當日香港開始受利奇馬的雨帶影響而出現狂風驟雨，狂風驟雨帶來的陣風在東北季候風影響時較少出現，顯示香港在10月2日主要受熱帶氣旋利奇馬所影響，改發三號風球作為警示會更為合適。
香港亦不時受到利奇馬外圍的狂風驟雨影響。雖然普遍風勢與一般三號強風信號的情況相若（如當時天文台發出三號信號，便可達標），但香港天文台以香港主要受季候風影響為由，並未發出熱帶氣旋警告信號。雖然三號強風信號和強烈季候風信號均表示香港近海平面的地方會受強風吹襲，但前者生效時幼稚園、幼兒園、身體弱能兒童學校、弱智兒童學校及弱能人士技能訓練中心均會停課，但強烈季候風信號下並無任何停課安排，而且市民一般不重視強烈季候風信號，引起部份人質疑天文台未能向市民提醒利奇馬所帶來的威脅，以及海面及離岸的大浪和暗湧，更可能危及幼童及殘疾兒童的安全。而在10月1日下午已經發出的強烈季候風信號則一直維持至3日下午，期間並在天氣預報中特別指出「海面有大浪」警告。由此可見，天文台在熱帶氣旋警告系統新措施生效初期對發出信號的態度仍較為保守。在天文台發出強烈季候風信號期間，長洲、機場、西貢、啟德及流浮山錄得的最高10分鐘持續風速分別為每小時64、49、54、43及41公里，長洲更曾受烈風吹襲。此外，港內的啟德、天星碼頭、中環碼頭及北角均全面錄得強風程度的10分鐘持續風速。

### 澳門
當地發佈信號：強烈季候風信號 (澳門)
10月1日氹仔大潭山錄得最低氣壓為990.9hpa，風向由北風逐漸至2日晚上的東南偏東風，因而可見澳門風力由原來的東北季候風主導，改為利奇馬作主導。10月2日凌晨2時，九澳氣象站一小時平均風力曾錄得45km/h，最高陣風曾達76km/h，風向主要為東北風；而友誼大橋及嘉樂庇總督大橋的測風站因儀器故障，未有錄得任何風力。
氣象局事後在氣象月報表示︰受著中國南海之強烈熱帶風暴利奇馬與壹股大陸性反氣旋共同影響下，本月首3日，多雲，有驟雨及多吹強風，於10月2日及3日分別懸掛強烈季候風信號。

## 外部連結
- （英文）https://web.archive.org/web/20090826230250/http://metocph.nmci.navy.mil/jtwc.php 聯合颱風警報中心首頁
- （日語）http://www.jma.go.jp/jma/index.html （页面存档备份，存于） 日本氣象廳首頁
- （英文）http://www.pagasa.dost.gov.ph/ （页面存档备份，存于） 菲律賓大氣地球物理和天文管理局首頁
- （中文）http://www.hko.gov.hk （页面存档备份，存于） 香港天文台首頁

1. ↑  . 蘋果日報. 2007-10-03  [2009-10-01] （中文（繁體））.